# Chile Lindo (programa de televisión)
Chile Lindo es un programa de televisión de Chile transmitido por 13C, conducido y dirigido por la periodista Sol Leyton y producido por Mandarina Producciones, que también ha realizado programas como "Namaste", "Ruta Quetzal" y "SCL Moda" 
Chile Lindo es un programa que recorre las diferentes regiones de Chile, mostrando sus mejores destinos turísticos. Sol Leyton hace este recorrido con un invitado en cada capítulo, estos invitados son personas del ámbito cultural, deportivo, político y de espectáculos. El propósito de cada capítulo es mostrar los diferentes parajes de la geografía chilena mientras los invitados conversan con la conductora en un contexto diferente al que se los puede encontrar la mayor parte del tiempo, y conocer más a fondo sobre sus vidas y su forma de ver Chile.
El programa tiene cuatro temporadas, con diversos entrevistados como: Tomás González, Nicolás Eyzaguirre, Elisa Zulueta, entre otros.